# Mikhaïl Roukavichnikov
Mikhaïl Grigorievitch Roukavichnikov (Михаил Григорьевич Рукавишников), né en 1811 à Nijni Novgorod et mort en 1874 à Nijni Novgorod, est un industriel et homme d'affaires russe qui devint marchand de la première guilde de Nijni Novgorod en 1842 puis citoyen d'honneur héréditaire.

## Biographie
Il naît en 1811 dans la famille d'un industriel du sel et de l'acier, Grigori Mikhaïlovitch Roukavichnikov (1788-1836). On le surnommait le « vieil homme de fer » de par son caractère : il était extrêmement sévère et ne supportait pas la paresse. Il détenait le monopole du fer dans toute la province de Nijni Novgorod et faisait commerce de l'acier.
Après sa mort en 1874, son héritage est colossal : plus de trente millions de roubles. Il laisse à sa femme Lioubov Alexandrovna et à ses enfants 3 à 4 millions de roubles chacun.
Ses héritiers forment la compagnie « Héritiers de M.G. Roukavichnikov » («Наследники М. Г. Рукавишникова»), faisant commerce de fer et produisant de l'acier.

## Affaires
À l'âge de 19 ans, en 1830, Mikhaïl Roukavichnikov est mis à la tête de l'aciérie de son père (à l'emplacement aujourd'hui de l'usine Popov), qui produisait un acier de première catégorie. Dans le Bulletin sur l'état des usines et des usines de la province de Nijni Novgorod pour 1843, il était noté: l'acier « dans cette usine (...) produit jusqu'à 50 000 pouds, le tout pour une somme de 90 500 roubles d'argent. » Mikhaïl Roukavichnikov a pu augmenter la production annuelle d'acier de l'usine, et fournir d'autres provinces et même jusqu'en Perse.
Il était considéré comme le plus grand et le plus célèbre prêteur de toute la région de la Volga. Disposant d'un capital important, il a prêté des sommes importantes à des hommes d'affaires dignes de confiance de Nijni Novgorod.
La Foire de Nijni Novgorod, qui prenait de l'ampleur à cette époque, attirait des hommes d'affaires de tout le pays, et des producteurs d'acier de l'Oural bien connus comme les princes Galitzine, les Abamelek-Lazarev, les Stroganov qui choisissaient la société de Roukavichnikov pour diriger leurs affaires sur le territoire européen de l'Empire russe. En outre, il avait le monopole de l'acier pour la province.

## Œuvres de charité
Roukavichnikov était membre du comité des prisons de Nijni Novgorod et donnait des sommes pour les prisonniers, il finançait l'Institut Mariinsky pour l'enseignement des demoiselles de la noblesse et donnait des fonds pour les enfants des familles démunies. Sa femme, Lioubov Alexandrovna, fait construire un hospice en mémoire de son époux, ainsi qu'une clinique de pédiatrie, et une maison du Travail.

## Famille
- Son fils aîné Ivan Roukavichnikov était membre du conseil de la banque des marchands de Nijni Novgorod, président de la douma municipale (1883-1886), juge de paix d'honneur, membre à part entière de la Société de Nijni Novgorod pour la promotion de l'enseignement supérieur. Il finança aussi la maison de redressement pour mineurs Saint-Michel-de-Tchernigov.
- Sa fille, Varvara (1851-1931), épouse Bourmistrov, était administratrice honoraire du foyer d'enfance fondé par la comtesse Koutaïssova et membre du directoire de la Société d'aide aux pauvres de Nijni Novgorod. Elle possédait une collection de tableaux qui fait partie aujourd'hui de celle du musée des Beaux-Arts de Nijni Novgorod.
- Son fils Vladimir (1853-1888) ouvrit sur ses fonds une école de chant et de chœurs liturgiques à Nijni Novgorod et était membre d'honneur du conseil de l'école d'artisanat Koulibine.
- Son fils Mitrophane présida de 1890 à 1911 la société « Fraternité Saints-Cyrille-et-Méthode » fondée en 1870 par son père pour venir en aide aux étudiants pauvres du lycée de Nijni Novgorod. Il finança la construction du siège de la fraternité et sa chapelle, ainsi que l'hôpital de la Croix-Rouge situé quai supérieur de la Volga. Avec ses frères, il fit reconstruire la Maison du Travail (fondée par sa mère) en 1905. Il réunit une grande collection de tableaux dont des œuvres de Vasnetsov, de Kramskoï, d'Aïvazovski et de Kouïndji (données au musée de Nijni Novgorod en 1915).
- Son fils Alexandre était handicapé et ne participa pas à l'héritage.
- On ne connaît rien de sa fille Ioulia.
- Son fils Sergueï (1852-1914) dirigea la banque Roukavichnikov et se fit construire le somptueux hôtel particulier Roukavichnikov donnant sur la Volga.

Les Roukavichnikov sont fameux à Nijni Novgorod pour avoir fait construire dans cette ville une quarantaine d'édifices sociaux.